# The Island of Adventure
The Island of Adventure, pubblicato nel 1944, è un popolare romanzo per bambini di Enid Blyton. È il primo libro della Adventure Series. La prima edizione del libro è stata illustrata da Stuart Tresilian.

## Trama
Qualcosa di molto sinistro sta accadendo sull'isola misteriosa di Gloom, e Philip, Dinah, Lucy-Ann e Jack sono determinati a scoprire la verità. Ma non sono preparati per la pericolosa avventura che li aspetta nelle miniere di rame abbandonate e nel tunnel sotto il mare.

## Variazioni delle nuove edizioni
Sono state apportate modifiche a The Island of Adventure nelle nuove edizioni. Queste includono:
- Il titolo dell'edizione americana del libro è stato cambiato in Mystery Island.
- Il cattivo, Joe, era un uomo di colore di nome Jo-Jo nel romanzo originale. I riferimenti alla sua etnia sono stati rimossi.